# Знак на дверях
«Знак на дверях» (англ. The Sign on the Door) — американська драма режисера Герберта Бренона 1921 року.

## У ролях
- Норма Толмадж — Енн Гунівел / місіс «Лейф» Ріган
- Чарльз Річман — «Лейф» Ріган
- Лью Коуді — Френк Деверо
- Девід Проктор — полковник Гонт
- Огастес Бальфур — Фергюсон
- Мак Барнс — «Удар» Каллахан
- Гелен Вейр — Гелен Ріган
- Роберт Егнью — Алан Черчілль
- Пол МакАллістер — окружний прокурор Вайтінг
- Луїс Гендрікс — інспектор Треффі